# Caragana brachypoda
Caragana brachypoda là một loài thực vật có hoa trong họ Đậu. Loài này được Pojark. miêu tả khoa học đầu tiên.